# Muleshoe
Muleshoe is een plaats (city) in de Amerikaanse staat Texas, en valt bestuurlijk gezien onder Bailey County.

## Demografie
Bij de volkstelling in 2000 werd het aantal inwoners vastgesteld op 4530.
In 2006 is het aantal inwoners door het United States Census Bureau geschat op 4486, een daling van 44 (-1,0%).

## Geografie
Volgens het United States Census Bureau beslaat de plaats een oppervlakte van
8,9 km², geheel bestaande uit land. Muleshoe ligt op ongeveer 1156 m boven zeeniveau.

## Plaatsen in de nabije omgeving
De onderstaande figuur toont nabijgelegen plaatsen in een straal van 36 km rond Muleshoe.